# Biatlon na Zimních olympijských hrách 2022 – vytrvalostní závod ženy
Ženský biatlonový vytrvalostní (individuální) závod na 15 km na Zimních olympijských hrách 2022 v čínském Pekingu se konal v Čang-ťia-kchou běžeckém a biatlonovém centru 7. února 2022.
Zlatou medaili z předcházejících olympijských her obhajovala Švédka Hanna Öbergová, která dojela se třemi chybami na 16. místě. Úřadující mistryní světa z této disciplíny byla Markéta Davidová, která s jednou střeleckou chybou skončila šestá, nejlépe z českých biatlonistek.
Vítězkou se stala Němka Denise Herrmannová, která získala svoji první olympijskou medaili v biatlonu a celkově druhou, když se předtím radovala před osmi lety v běhu na lyžích. V cíli skončila deset vteřin před Francouzkou Anaïs Chevalierovou-Bouchetovou. Bronzovou medaili získala favorizovaná Norka Marte Olsbuová Røiselandová.

## Program
| Datum         | Zahájení (UTC+8) | Zahájení (SEČ) | Fáze závodu |
| ------------- | ---------------- | -------------- | ----------- |
| 7. února 2022 | 17:00            | 10:00          | Finále      |

## Průběh závodu
Při závodě panovaly menší mraz a slabší vítr než při sobotní štafetě. Jako první startovala Norka Marte Olsbuová Røiselandová, která běžela velmi rychle, ale jednou chybovala na první i poslední položce a nakonec obsadila třetí místo. Němka Denise Herrmannová se po dvou čistých střelbách udržovala na druhé pozici, pak ale nezasáhla jeden terč při střelbě vleže. Přesto dojela do cíle na průběžně prvním místě. Na poslední střelbu pak přijížděla do té doby bezchybně střílející Francouzka Anaïs Chevalierová-Bouchetová. Zde jednou chybovala, a protože běžela pomaleji než Herrmannová, dojela téměř deset vteřin za ní. Úřadující mistryně světa Markéta Davidová zvládla první tři střelby bezchybně a měla šanci se při čisté poslední položce dostat do čela závodu. Poslední dvacátou ranou však terč minula a odjížděla do posledního kola jako čtvrtá, 25 vteřin za Herrmannovou. Přestože v něm běžela stejně jako v celém závodě rychle, žádnou z prvních třech soupeřek už nepředstihla. „Mrzí mě to. Ale mohlo to dopadnout ještě hůř. Myslím, že jsem podala dobrý výkon.“ Davidovou pak předstihla ještě další Němka Vanesa Voigtová a o 0,2 vteřiny Běloruska Dzinara Alimbekavová, obě střílející s jednou chybou. Do pořadí na prvních třech místech však už nezasáhly, a tak zlatou medaili získala Herrmannová před Chevalierovou-Bouchetovou a Olsbuovou Røiselandovou. Nejlepšího výsledku v individuálních závodech ve své kariéře dosáhla Američanka Deedra Irwinová, která dojela sedmá, čímž zároveň vylepšila nejlepší biatlonové umístění amerických závodníků na olympijských hrách v individuálních závodech.

Další české biatlonistky udělaly na střelnici shodně po dvou chybách. Závod se vydařil Lucii Charvátové, která skončila na 19. místě. „Jsem nadšená, za tu střelbu jsem ráda,“ komentovala pro Českou televizi. Jessica Jislová obsadila 27. pozici a Tereza Voborníková dojela na 34. místě.

## Výsledky
| Pořadí                                                                                              | Č. | Závodnice                     | Stát                   | Čas            | Střelba (L+S+L+S) | Ztráta         |
| --------------------------------------------------------------------------------------------------- | -- | ----------------------------- | ---------------------- | -------------- | ----------------- | -------------- |
| 1                                                                                                   | 8  | Denise Herrmannová            | Německo                | 44:12,7        | 1 (0+0+1+0)       |                |
| 2                                                                                                   | 12 | Anaïs Chevalierová-Bouchetová | Francie                | 44:22,1        | 1 (0+0+0+1)       | +9,4           |
| 3                                                                                                   | 1  | Marte Olsbuová Røiselandová   | Norsko                 | 44:28,0        | 2 (1+0+0+1)       | +15,3          |
| 4.                                                                                                  | 36 | Vanessa Voigtová              | Německo                | 44:29,3        | 1 (1+0+0+0)       | +16,6          |
| 5.                                                                                                  | 30 | Dzinara Alimbekavová          | Bělorusko              | 44:44,4        | 1 (0+0+0+1)       | +31,7          |
| 6.                                                                                                  | 15 | Markéta Davidová              | Česko                  | 44:44,6        | 1 (0+0+0+1)       | +31,9          |
| 7.                                                                                                  | 16 | Deedra Irwinová               | Spojené státy americké | 45:14,1        | 1 (0+0+0+1)       | +1:01,4        |
| 8.                                                                                                  | 22 | Ingrid Landmark Tandrevoldová | Norsko                 | 45:15,4        | 1 (0+1+0+0)       | +1:02,7        |
| 9.                                                                                                  | 74 | Kristina Rezcovová            | Sportovci ROV          | 45:25,8        | 2 (0+0+2+0)       | +1:13,1        |
| 10                                                                                                  | 32 | Julija Džymová                | Ukrajina               | 45:34,4        | 2 (0+1+0+1)       | +1:21,7        |
| 11.                                                                                                 | 21 | Iryna Petrenková              | Ukrajina               | 45:42,2        | 0 (0+0+0+0)       | +1:29,5        |
| 12.                                                                                                 | 13 | Mona Brorssonová              | Švédsko                | 45:43,1        | 1 (1+0+0+0)       | +1:30,4        |
| 13.                                                                                                 | 28 | Elvira Öbergová               | Švédsko                | 45:55,2        | 3 (0+1+2+0)       | +1:42,5        |
| 14.                                                                                                 | 80 | Vanessa Hinzová               | Německo                | 46:07,4        | 1 (0+1+0+0)       | +1:54,7        |
| 15.                                                                                                 | 34 | Linn Perssonová               | Švédsko                | 46:22,3        | 2 (0+0+1+1)       | +2:09,6        |
| 16.                                                                                                 | 17 | Hanna Öbergová                | Švédsko                | 46:35,8        | 3 (0+2+0+1)       | +2:23,1        |
| 17.                                                                                                 | 11 | Lisa Theresa Hauserová        | Rakousko               | 46:36,0        | 3 (0+1+1+1)       | +2:23,3        |
| 18.                                                                                                 | 4  | Dorothea Wiererová            | Itálie                 | 46:45,0        | 3 (0+1+0+2)       | +2:32,3        |
| 19.                                                                                                 | 65 | Lucie Charvátová              | Česko                  | 46:46,6        | 2 (0+1+0+1)       | +2:33,9        |
| 20                                                                                                  | 26 | Monika Hojniszová-Staręgová   | Polsko                 | 46:55,3        | 2 (0+0+1+1)       | +2:42,6        |
| 21.                                                                                                 | 45 | Julia Simonová                | Francie                | 47:09,1        | 4 (0+0+1+3)       | +2:56,4        |
| 22.                                                                                                 | 19 | Tiril Eckhoffová              | Norsko                 | 47:10,2        | 5 (0+2+0+3)       | +2:57,5        |
| 23.                                                                                                 | 38 | Světlana Mironovová           | Sportovci ROV          | 47:59,3        | 3 (0+1+1+1)       | +3:46,6        |
| 24.                                                                                                 | 41 | Lena Häckiová                 | Švýcarsko              | 48:03,3        | 4 (0+2+1+1)       | +3:50,6        |
| 25.                                                                                                 | 71 | Franziska Preussová           | Německo                | 48:04,2        | 4 (0+2+0+2)       | +3:51,5        |
| 26.                                                                                                 | 54 | Katharina Innerhoferová       | Rakousko               | 48:10,0        | 4 (0+2+0+2)       | +3:57,3        |
| 27                                                                                                  | 3  | Fujuko Tačizakiová            | Japonsko               | 48:17,5        | 3 (1+1+0+1)       | +4:04,8        |
| 27.                                                                                                 | 23 | Jessica Jislová               | Česko                  | 48:17,5        | 2 (0+1+0+1)       | +4:04,8        |
| 29.                                                                                                 | 2  | Polona Klemenčičová           | Slovinsko              | 48:18,8        | 2 (0+2+0+0)       | +4:06,1        |
| 30.                                                                                                 | 10 | Anaïs Bescondová              | Francie                | 48:26,0        | 4 (2+1+0+1)       | +4:13,3        |
| 31.                                                                                                 | 20 | Julia Schwaigerová            | Rakousko               | 48:42,2        | 3 (2+1+0+0)       | +4:29,5        |
| 32.                                                                                                 | 18 | Mari Ederová                  | Finsko                 | 48:42,9        | 3 (1+0+1+1)       | +4:30,2        |
| 33.                                                                                                 | 25 | Megan Bankesová               | Kanada                 | 48:47,2        | 2 (0+0+0+2)       | +4:34,5        |
| 34.                                                                                                 | 50 | Tereza Voborníková            | Česko                  | 48:51,6        | 2 (0+0+1+1)       | +4:38,9        |
| 35.                                                                                                 | 58 | Čchu Jüan-meng                | Čína                   | 48:58,8        | 2 (0+0+0+2)       | +4:46,1        |
| 36.                                                                                                 | 43 | Kamila Żuková                 | Polsko                 | 49:02,7        | 3 (0+2+1+0)       | +4:50,0        |
| 37.                                                                                                 | 56 | Alina Stremousová             | Moldavsko              | 49:07,5        | 4 (1+2+0+1)       | +4:54,8        |
| 38.                                                                                                 | 53 | Emilie Kalkenbergová          | Norsko                 | 49:08,8        | 4 (3+0+0+1)       | +4:56,1        |
| 39                                                                                                  | 59 | Clare Eganová                 | Spojené státy americké | 49:08,9        | 5 (1+0+3+1)       | +4:56,2        |
| 40.                                                                                                 | 24 | Justine Braisazová-Bouchetová | Francie                | 49:10,1        | 5 (0+2+2+1)       | +4:57,4        |
| 41.                                                                                                 | 14 | Iryna Leščanková              | Bělorusko              | 49:10,3        | 4 (1+1+1+1)       | +4:57,6        |
| 42.                                                                                                 | 6  | Paulína Fialková              | Slovensko              | 49:10,7        | 4 (0+2+1+1)       | +4:58,0        |
| 43.                                                                                                 | 5  | Tuuli Tomingasová             | Estonsko               | 49:20,3        | 4 (0+1+1+2)       | +5:07,6        |
| 44.                                                                                                 | 44 | Galina Višněvská-Šeporenková  | Kazachstán             | 49:32,3        | 1 (0+1+0+0)       | +5:19,6        |
| 45.                                                                                                 | 51 | Lotte Lieová                  | Belgie                 | 49:36,9        | 4 (1+2+0+1)       | +5:24,2        |
| 46 .                                                                                                | 49 | Ivona Fialková                | Slovensko              | 49:54,2        | 6 (0+4+1+1)       | +5:41,5        |
| 47.                                                                                                 | 73 | Meng Fan-čchi                 | Čína                   | 49:56,5        | 2 (0+0+0+2)       | +5:43,8        |
| 48.                                                                                                 | 35 | Jelena Kručinkinová           | Bělorusko              | 49:56,8        | 4 (0+3+0+1)       | +5:44,1        |
| 49.                                                                                                 | 33 | Federica Sanfilippová         | Itálie                 | 50:09,3        | 5 (0+2+1+2)       | +5:56,6        |
| 50.                                                                                                 | 81 | Maria Zdravkovová             | Bulharsko              | 50:13,1        | 1 (0+1+0+0)       | +6:00,4        |
| 51.                                                                                                 | 48 | Nastassia Kinnunenová         | Finsko                 | 50:13,5        | 4 (0+1+2+1)       | +6:00,8        |
| 52.                                                                                                 | 52 | Milena Todorovová             | Bulharsko              | 50:14,9        | 5 (0+2+0+3)       | +6:02,2        |
| 53 .                                                                                                | 55 | Ukaleq Slettemarková          | Dánsko                 | 50:27,4        | 0 (0+0+0+0)       | +6:14,7        |
| 54.                                                                                                 | 27 | Hanna Solová                  | Bělorusko              | 50:35,9        | 7 (3+2+1+1)       | +6:23,2        |
| 55.                                                                                                 | 88 | Kinga Zbylutová               | Polsko                 | 50:54,7        | 3 (0+1+1+1)       | +6:42,0        |
| 56.                                                                                                 | 57 | Natalia Ushkinová             | Rumunsko               | 51:04,1        | 2 (0+1+1+0)       | +6:51,4        |
| 57.                                                                                                 | 83 | Joanne Reidová                | Spojené státy americké | 51:06,3        | 5 (0+3+0+2)       | +6:53,6        |
| 58.                                                                                                 | 9  | Baiba Bendiková               | Lotyšsko               | 51:10,3        | 6 (1+3+0+2)       | +6:57,6        |
| 59.                                                                                                 | 37 | Tchang Ťia-lin                | Čína                   | 51:16,0        | 4 (1+1+1+1)       | +7:03,3        |
| 60.                                                                                                 | 75 | Michela Carrarová             | Itálie                 | 51:29,1        | 5 (1+2+1+1)       | +7:16,4        |
| 61.                                                                                                 | 60 | Gabrielė Leščinskaitėová      | Litva                  | 51:39,2        | 4 (1+1+0+2)       | +7:26,5        |
| 62.                                                                                                 | 77 | Selina Gasparinová            | Švýcarsko              | 51:43,8        | 7 (1+2+2+2)       | +7:31,1        |
| 63.                                                                                                 | 67 | Susan Dunkleeová              | Spojené státy americké | 51:46,0        | 4 (1+1+0+2)       | +7:33,3        |
| 64.                                                                                                 | 46 | Živa Klemenčičová             | Slovinsko              | 51:51,6        | 4 (0+1+0+3)       | +7:38,9        |
| 65                                                                                                  | 63 | Asuka Hachisuková             | Japonsko               | 51:58,0        | 4 (0+1+0+3)       | +7:45,3        |
| 66.                                                                                                 | 68 | Johanna Talihärmová           | Estonsko               | 51:59,5        | 3 (0+1+1+1)       | +7:46,8        |
| 67.                                                                                                 | 47 | Emma Lunderová                | Kanada                 | 52:02,4        | 7 (0+2+3+2)       | +7:49,7        |
| 68.                                                                                                 | 78 | Henrieta Horvátová            | Slovensko              | 52:16,1        | 3 (0+1+1+1)       | +8:03,4        |
| 69.                                                                                                 | 7  | Amy Basergová                 | Švýcarsko              | 52:25,1        | 5 (2+2+1+0)       | +8:12,4        |
| 70                                                                                                  | 85 | Emily Dicksonová              | Kanada                 | 52:26,1        | 5 (2+1+0+2)       | +8:13,4        |
| 71.                                                                                                 | 86 | Jurie Tanaková                | Japonsko               | 52:26,3        | 4 (2+1+0+1)       | +8:13,6        |
| 72.                                                                                                 | 61 | Alla Ghilenková               | Moldavsko              | 52:28,3        | 2 (0+1+0+1)       | +8:15,6        |
| 73.                                                                                                 | 40 | Jekatěrina Avvakumovová       | Jižní Korea            | 52:31,4        | 6 (3+0+2+1)       | +8:18,7        |
| 74.                                                                                                 | 39 | Sari Maedová                  | Japonsko               | 52:45,0        | 7 (2+1+0+4)       | +8:32,3        |
| 75.                                                                                                 | 72 | Anna Juppeová                 | Rakousko               | 52:49,7        | 8 (1+3+1+3)       | +8:37,0        |
| 76                                                                                                  | 31 | Lisa Vittozziová              | Itálie                 | 52:57,1        | 8 (5+1+2+0)       | +8:44,4        |
| 77.                                                                                                 | 84 | Jevgenija Burtasovová         | Sportovci ROV          | 53:20,3        | 6 (1+0+2+3)       | +9:07,6        |
| 78.                                                                                                 | 29 | Uljana Nigmatullinová         | Sportovci ROV          | 53:42,1        | 10 (1+2+3+4)      | +9:29,4        |
| 79.                                                                                                 | 42 | Regina Ojová                  | Estonsko               | 53:53,7        | 7 (4+0+2+1)       | +9:41,0        |
| 80.                                                                                                 | 64 | Sarah Beaudryová              | Kanada                 | 53:55,0        | 5 (3+1+1+0)       | +9:42,3        |
| 81.                                                                                                 | 82 | Ting Jü-chuan                 | Čína                   | 54:14,6        | 5 (2+1+0+2)       | +10:01,9       |
| 82.                                                                                                 | 89 | Susan Külmová                 | Estonsko               | 54:17,0        | 6 (2+2+1+1)       | +10:04,3       |
| 83.                                                                                                 | 87 | Veronika Machyniaková         | Slovensko              | 55:21,7        | 5 (1+2+0+2)       | +11:09,0       |
| 84.                                                                                                 | 70 | Kim Seon-su                   | Jižní Korea            | 56:37,5        | 6 (3+0+3+0)       | +12:24,8       |
| 85.                                                                                                 | 69 | Anna Mąková                   | Polsko                 | 58:18,3        | 9 (2+2+2+3)       | +14:05,6       |
| 86.                                                                                                 | 76 | Daniela Kadevová              | Bulharsko              | 59:30,4        | 8 (4+1+2+1)       | +15:17,7       |
| DNF                                                                                                 | 62 | Valentyna Semerenková         | Ukrajina               | DNF            | 1 (0+1+ + )       | 98             |
| DNS                                                                                                 | 66 | Suvi Minkkinenová             | Finsko                 | neodstartovaly | neodstartovaly    | neodstartovaly |
| DNS                                                                                                 | 79 | Darja Blašková                | Ukrajina               | neodstartovaly | neodstartovaly    | neodstartovaly |
| Zdroj: Č. – startovní číslo závodníka; DNF – závodník nedojel do cíle; DNS – závodník neodstartoval |    |                               |                        |                |                   |                |